# Mulligatawny-Suppe

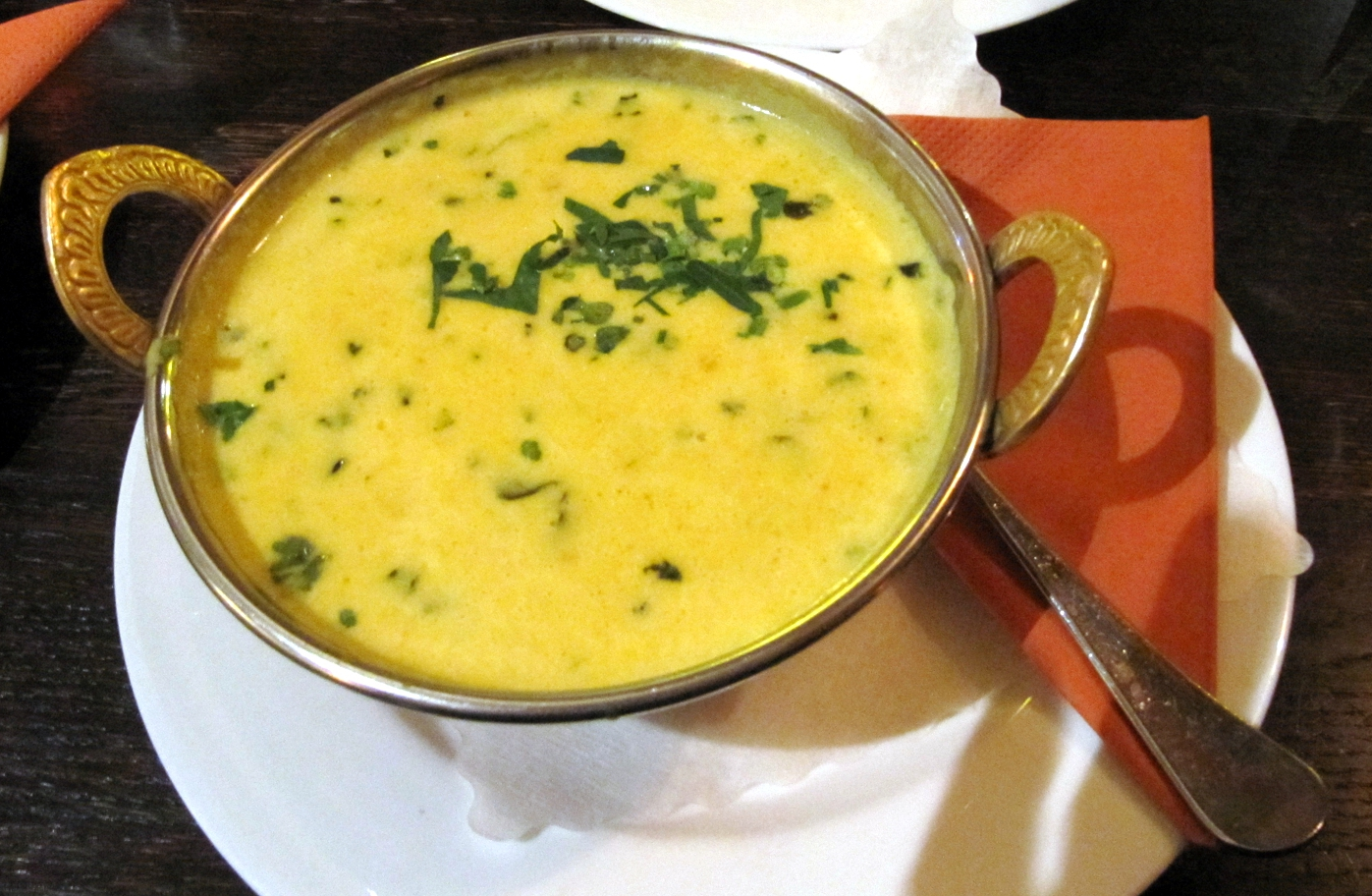
Mulligatawny soup mit Hühnerfleischeinlage in einem Restaurant in Mumbai

Die Mulligatawny-Suppe [ˌmʌlə.ɡəˈtɑː.ni] (Anhörenⓘ) ist eine scharfe Curry-Suppe, die spätestens seit der zweiten Hälfte des 19. Jahrhunderts ein fester Teil der britischen Küche ist. Sie basiert auf einem indischen Rezept für eine Sauce.
Der Begriff Mulligatawny ist ein anglisiertes Kompositum der tamilischen Begriffe Milagu (Anhörenⓘ) (மிளகு) für „Pfeffer“ und Tannir (Anhörenⓘ) (தண்ணீர்) für „Wasser“; bald etablierte sich mull (Anhörenⓘ) mit Bezug darauf im anglo-indischen Kolonialjargon als Bezeichnung für hohe Beamte in Madras, die sich häufiger solche Speisen der Spezialitätenküche leisten konnten.
Im Viktorianischen Zeitalter bestimmten Auswahl, Zubereitungsart, Anzahl der Gänge eines Menüs und Form der Bedienung den sozialen Status (Klasse oder Kaste). Das galt in Indien ebenso wie bei der britischen Kolonialmacht. Insofern kommt der Mulligatawny-Suppe als exotischer Vorspeise und als weiterem Gang in der klassischen Menüfolge eine kulturhistorische und soziologische Bedeutung zu. In der Literatur wird die Mulligatawny-Suppe deswegen als “the most important dish associated with the colonial table” (deutsch: „die wichtigste Speise, die man mit der Kolonialzeit verbindet“) bezeichnet.

## Herkunft und Bedeutung in Großbritannien und Indien

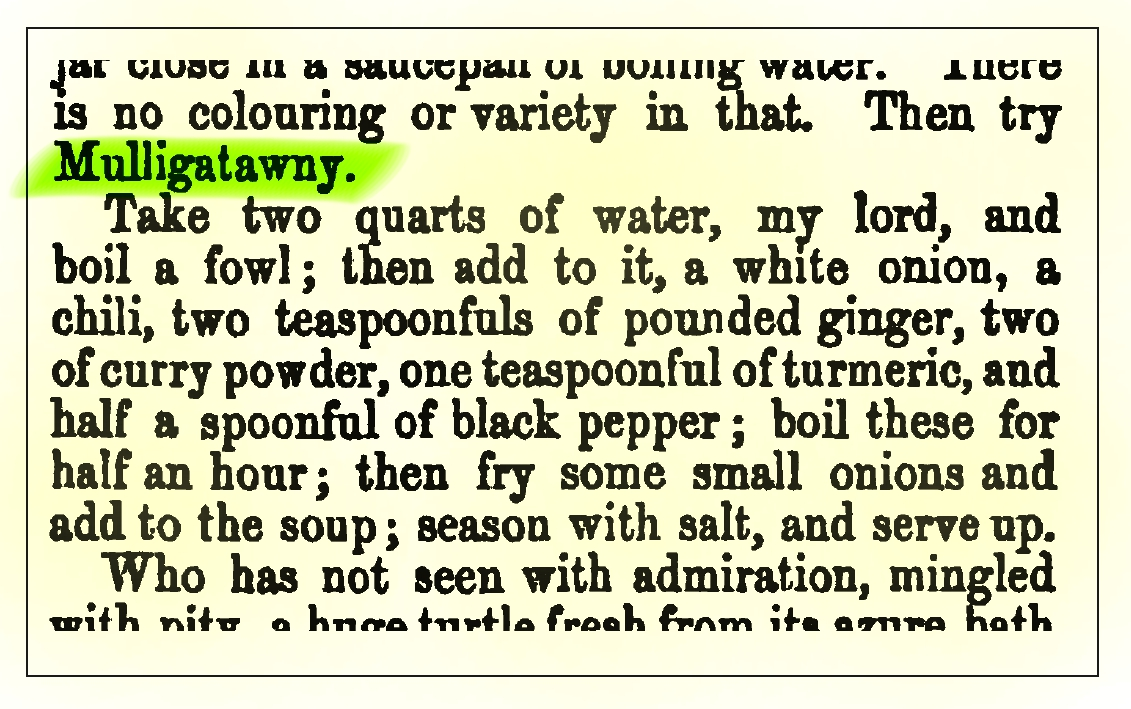
Ein Mulligatawny-Rezept in Charles Dickens’ Wochenmagazin All The Year Round vom 22. August 1868 (Seite 249)

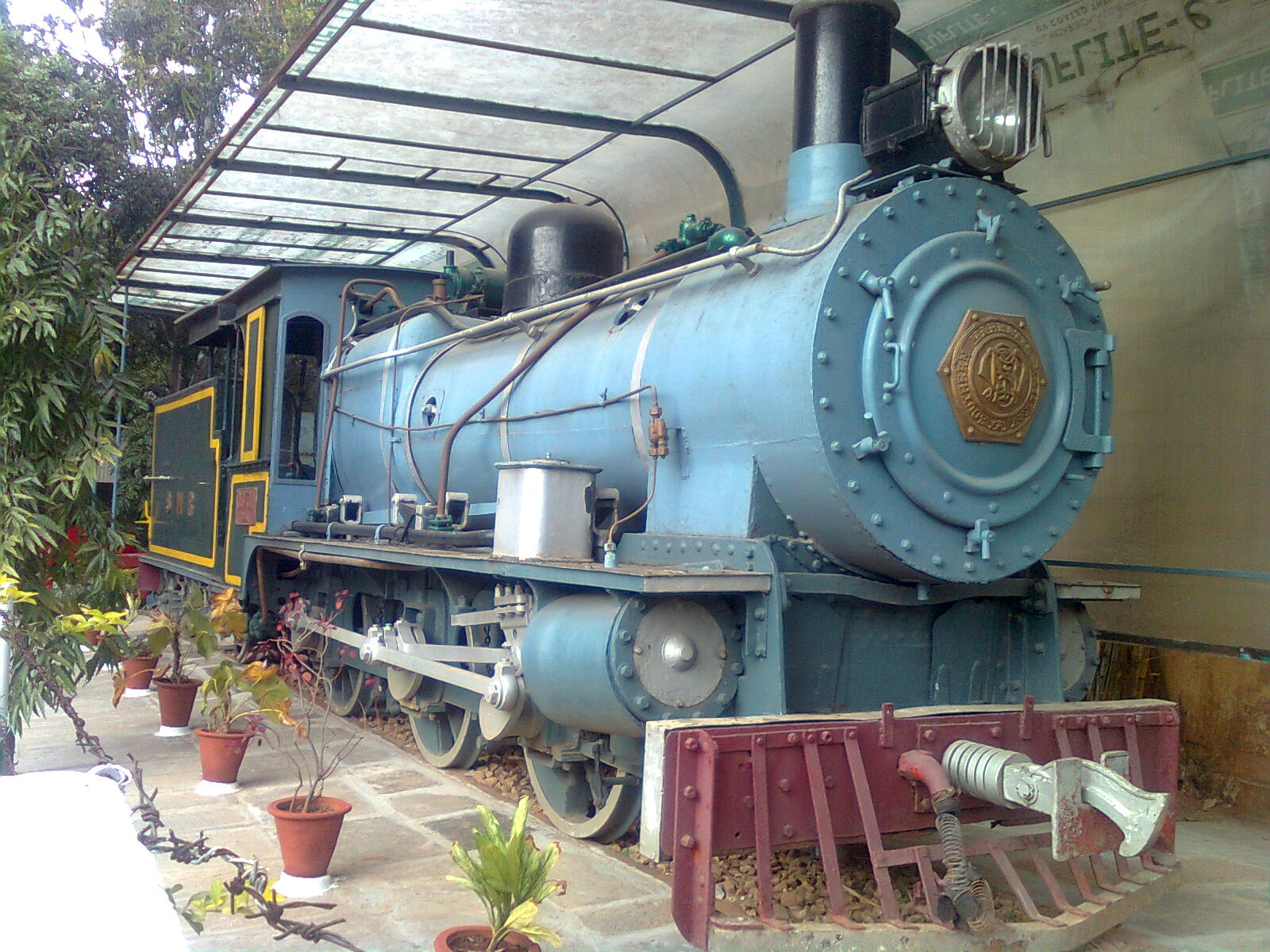
Die Lokomotive des Blue Train aus der Zeit des British Raj, in dem die Mulligatawny-Suppe die am häufigsten servierte Speise war, befindet sich heute im Viswesarayya-Technologiemuseum in Bangalore.

Wie die Mulligatawny-Suppe – vereinzelt bereits durch heimkehrende Mitglieder der British East India Company zwischen 1650 und 1850, ab dann im großen Stil zeitlich wenige Jahrzehnte vor der Krönung Königin Victorias zur Kaiserin von Indien – und andere Produkte asiatischen bzw. kolonialen Ursprungs wie Currypulver, Samosas oder Worcestershiresauce aufgrund der ständigen Verfügbarkeit in Kolonialwarenläden im 19. Jahrhundert zum Bestandteil der britischen Küche wurden, ist in der Publikation Food Culture in Colonial Asia untersucht und ausführlich dargestellt worden.
Ab etwa 1850 war die Mulligatawny-Suppe in Großbritannien so populär, dass sie als etabliertes Gericht galt. Es kam in Mode, kleine Geschichten um die Suppe oder Rezepte in Magazinen zu verbreiten. Mahlzeiten einzunehmen galt nicht nur der Nahrungsaufnahme, sondern erfüllte zusätzliche Funktionen: In den Kolonien wurde die Einbeziehung lokaler Gerichte in den Speiseplan der britischen Verwaltung als vertrauensbildende Maßnahme gegenüber den Einheimischen gesehen, während es in Großbritannien eine Maßnahme zum Abheben von den gewöhnlichen Essgewohnheiten der Masse war, regelmäßig auch koloniale Gerichte auf seinem Speiseplan zu haben.
Der ehemalige Kolonialbeamte Dennis Kincaid (1905–1937) beschreibt unter anderem die gesellschaftliche Funktion des Essens in seinem Klassiker British social life in India, 1608–1937 und bezieht sich darin mehrfach auf die Mulligatawny-Suppe: “Lunch on Sundays always began with mulligatawny soup and this was an 'unalterable rite' in every household there.” (deutsch: „Es war ein unveränderbares Ritual, dass das sonntägliche Mittagessen in jedem Haushalt [der Oberschicht in Indien] immer mit einer Mulligatawny-Suppe anfing.“)
Etwa seit den 1960er Jahren findet zudem eine verstärkte Rückbeeinflussung der ehemaligen Kolonien durch die britische Küche statt, weshalb die im Vereinigten Königreich gängigen Varianten der Mulligatawny-Suppe inzwischen auch Teil der gehobenen indischen Küche sind. Allerdings beschrieb bereits Tony Orchard, der in den 1940er Jahren als Kolonialbeamter in Indien tätig war, dass das am häufigsten im Speisewagen des Blue Train, der drei Tage für die Eisenbahnstrecke zwischen Bombay und Kalkutta benötigte, servierte Gericht die Mulligatawny-Suppe sei. Die Bestellungen wurden dazu von einem Bahnhof zum nächsten telegrafiert und dann von den Restaurants in dessen Nähe zubereitet und durch einen Snack-Wallah zum Zug gebracht.

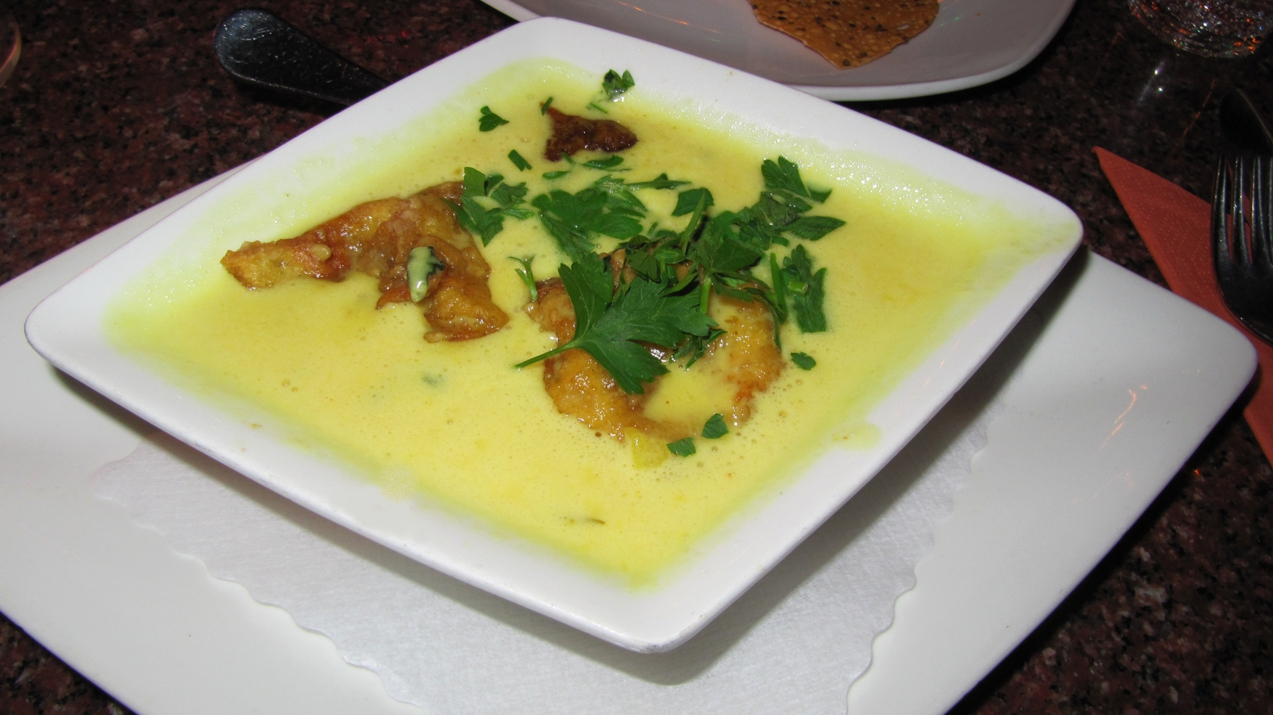
Mulligatawny-Suppe in Anlehnung an das Rezept von Kitchiner aus dem Jahr 1822 mit zuletzt hinzugefügten frittierten Hühnerfilets

Das indische Vorbild für die Mulligatawny-Suppe war eine fleischlose Chili- und Pfeffer-Soße, die der Aromatisierung einfacher Reisgerichte diente. In der indischen Küche werden alle Speisen gleichzeitig aufgetragen, sodass eine Suppe als einzelner Gang in Indien traditionell unüblich ist. Zudem gibt es in der ursprünglichen indischen Küche keine Suppen wie in Europa, höchstens Currys, die jedoch aufgrund der reichhaltigen Einlagen als Hauptmahlzeit gelten. In Großbritannien hingegen bedeutete ein Menü mit einer Suppe einen Gang mehr und war darum ein Zeichen höheren Ansehens und einer gehobenen sozialen Stellung. Dies wird mit ein Grund gewesen sein, warum eine einfache Soße zu einer gehaltvollen Suppe ausgebaut wurde. Sich über Stunden hinziehende Menüs mit bis zu zwölf Gängen waren üblich in der britischen High Society zur Zeit des Imperialismus. Kolonialbeamte führten diese Mode in Indien ein, die wiederum bald vom indischen Adel und von den Mitgliedern der oberen Kasten kopiert wurde.

## Zubereitung und Varianten

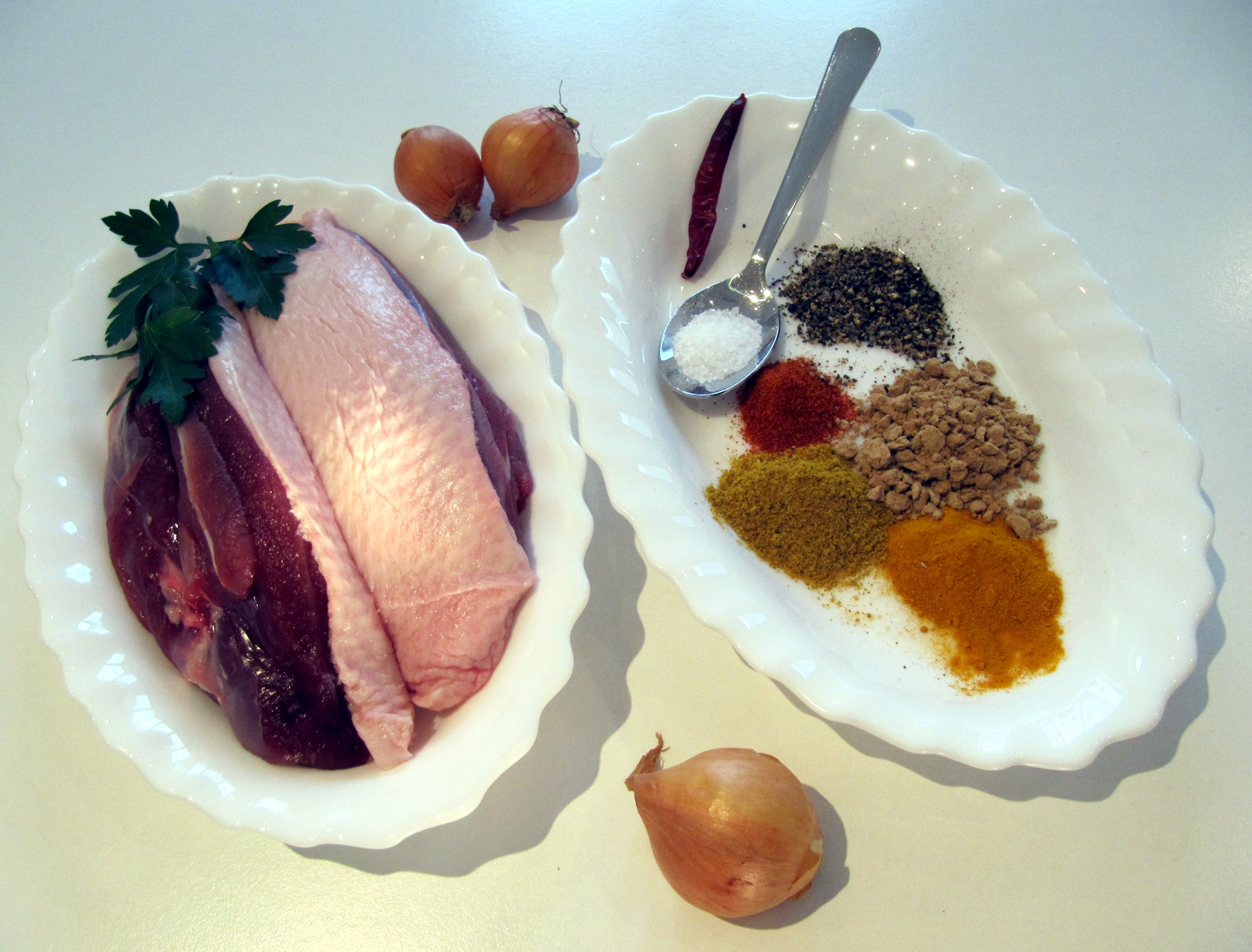
Zutaten für das Rezept von 1828 nach Kitchiner bzw. den Nachdruck von 1868 nach Dickens (mit Entenfleisch)

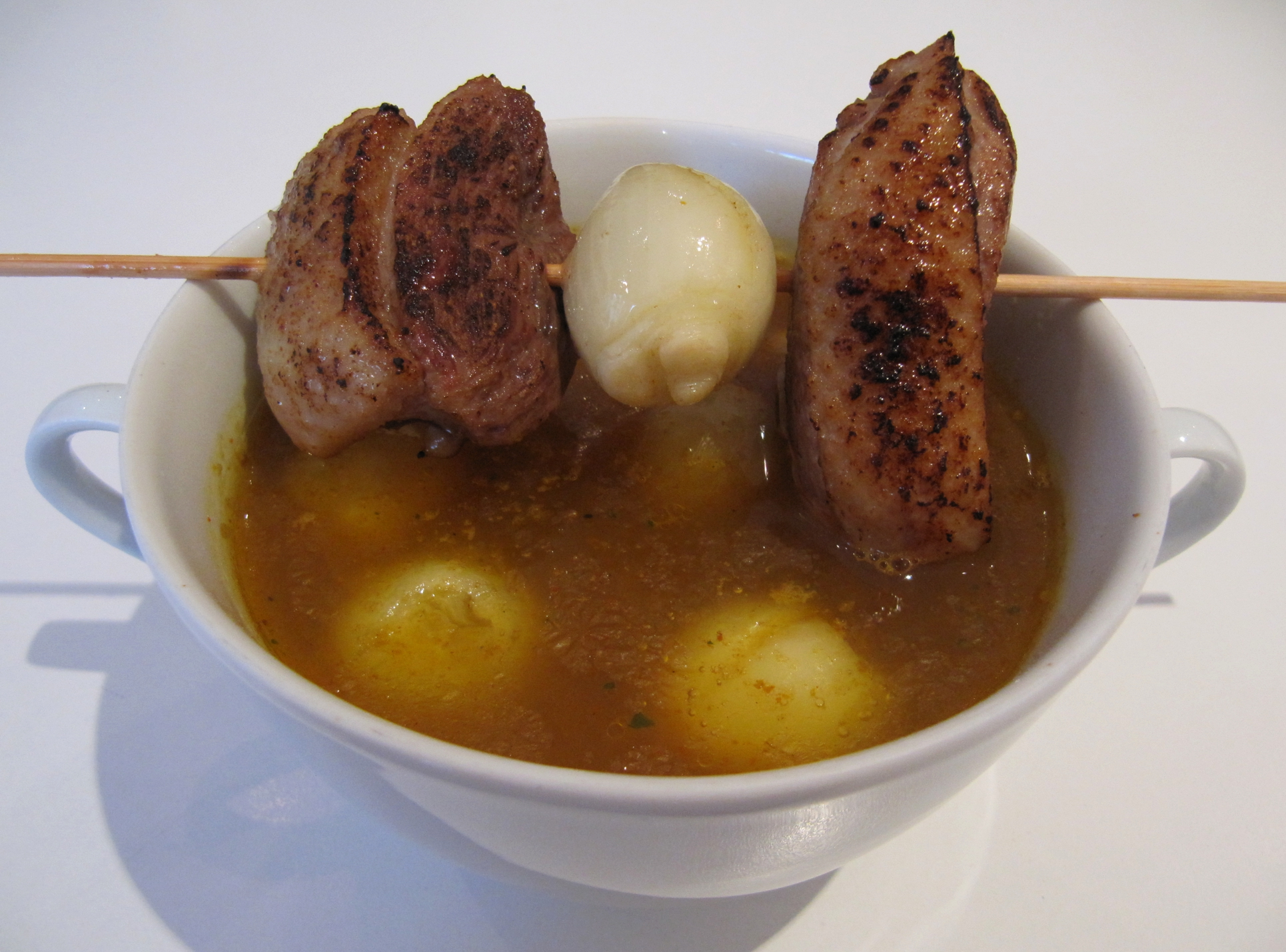
Mulligatawny-Suppe nach dem Rezept von 1828 (mit Entenfleisch)

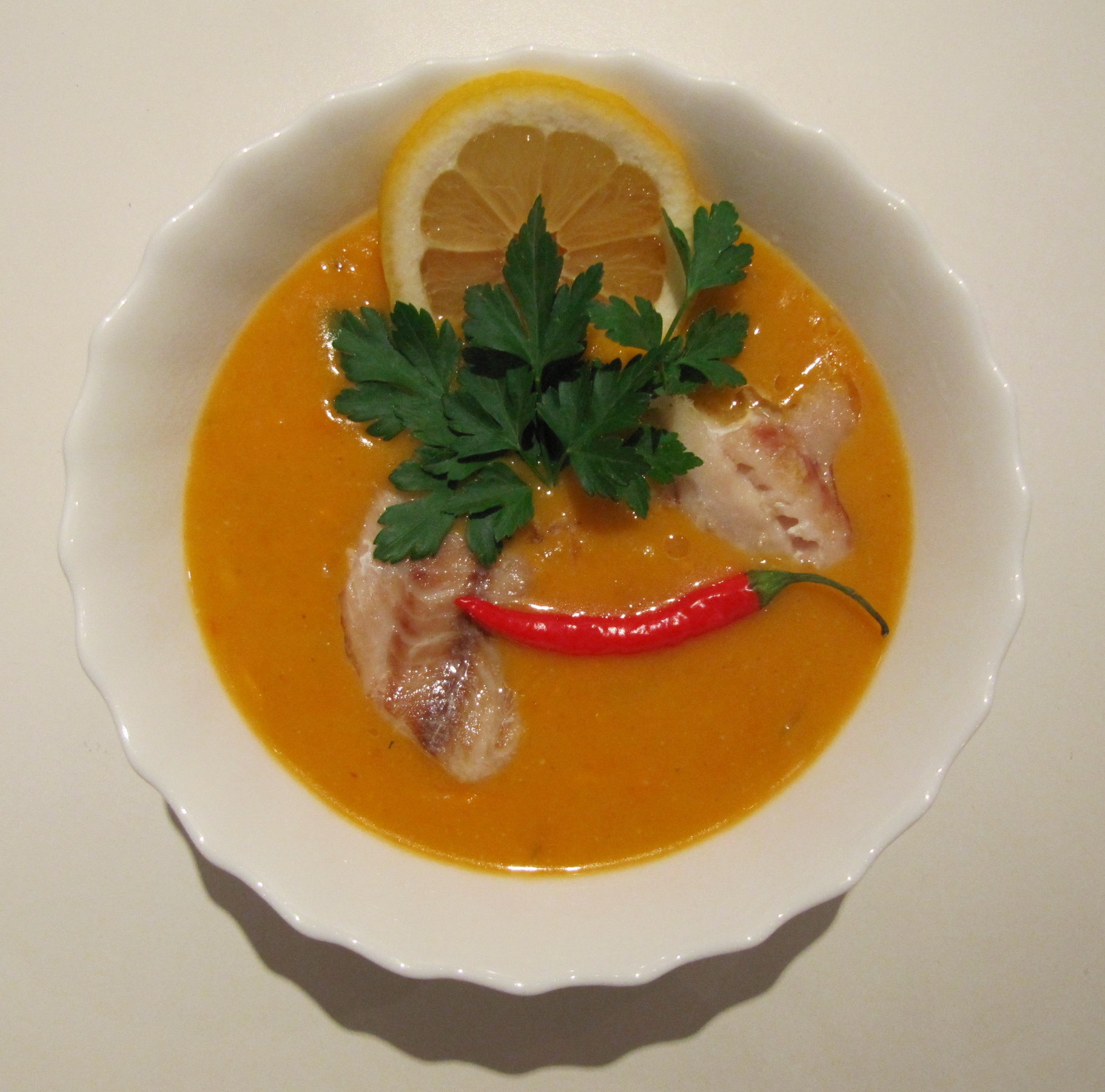
Fischvariante der Mulligatawny-Suppe: Süßkartoffeln als Basis (deswegen die orange Farbe), gebratener Seelachs als Einlage

Die vermutlich erste schriftliche Erwähnung der Mulligatawny-Suppe in Großbritannien ist das Rezept für eine „Mulaga-Tawny Soup“ im Kochbuch The Cook’s Oracle aus dem Jahr 1822 des Arztes, Musikers und Optikers William Kitchiner (1775–1827), der in Großbritannien als Erfinder der Kartoffelchips und des modernen Teleskops gilt. Kitchiners Kochbuch war ein Bestseller im Vereinigten Königreich, Australien und den USA. Dieser Umstand sorgte mit dafür, die Mulligatawny-Suppe international bekannt zu machen.
Die demnach ursprüngliche Variante der Suppe bestand aus einer Geflügel- (Ente, Pute) bzw. Hühnerbrühe mit einer weißen Zwiebel, einer Chilischote sowie gemahlenem Ingwer, Kurkuma, Currypulver und schwarzem Pfeffer, wobei Kitchiner auch empfahl, nach der Hälfte der Garzeit das Geflügel zu entnehmen, in Stücke zu zerteilen, knusprig zu frittieren und erst kurz vor dem Servieren der Suppe portionsweise wieder in die einzelnen Schüsseln bzw. Teller einzulegen:

„Take two quarts of water, and boil a nice fowl or chicken, then put in the following ingredients, a large white onion, a large chilly*, two teaspoonsful of ginger pounded, the same of currystuff, one teaspoonful of turmeric, and half a teaspoonful of black pepper: boil all these for half an hour, and then fry some small onions, and put them in. Season it with salt, and serve it up in a tureen. Obs. – It will be a great improvement, when the fowl is about half boiled, to take it up and cut it into pieces, and fry them and put them into the soup the last thing. (* The pod of which Cayenne pepper is made.)“

Bereits zur Zeit des British Raj hatte jede Memsahib, eine Art Vorgesetzte der Dienerschaft und „Chefköchin“, ihr eigenes Rezept, das sich beispielsweise danach richtete, ob der Hausherr Ente, Huhn, Lamm oder Rind als Fleischzutat bevorzugte oder welchen Schärfegrad die Suppe haben sollte. Heute assoziiert man mit einer Mulligatawny-Suppe als Basisprodukt eine durch Zugabe von Crème double oder Kokosmilch sämige, durch Chili und Ingwer scharfe sowie durch Currypulver und Kurkuma bräunliche bis gelbliche Curry-Suppe mit Fleischeinlage, die mit glatter Petersilie dekoriert wird. Eine Convenience-Food-Variante mit Rindfleisch, Reis und Mango Chutney bietet die Firma Heinz in der 400-Gramm-Konservendose für den britischen Markt an; die Supermarktkette Tesco bietet dort eine ähnliche Mulligatawny-Suppe mit Hühnchenstücken zum Aufwärmen im 600-Gramm-Becher als Eigenmarke an.
Es gibt darüber hinaus kein verbindliches Rezept, sondern es existieren viele Varianten mit verschiedenen Fleisch- (Geflügel, Lamm, Rind), Obst- (Apfel, Mango), Gemüse- (Karotten-, Kartoffel- oder Süßkartoffelstücke, Kirschtomaten) und Reiseinlagen (Langkorn- oder Basmatireis). Daneben gibt es eine vegetarische Variante. Da die Mulligatawny-Suppe zwar ursprünglich eine Suppe auf der Basis einer Geflügelbrühe (Ente, Huhn oder Pute) war, sie sich aber unter dem Oberbegriff der „Curry-Suppen“ weiterentwickelt hat, sind auch Varianten mit Fischeinlage (Shrimps, frittiertem oder gebratenem weißem Fisch) bekannt, denn Currygewürzmischungen harmonieren traditionell mit hellem Fischfleisch.

## Aussprache, Etymologie und Schreibweise
Bei dem Begriff Mulligatawny handelt es sich um ein anglisiertes Kompositum der tamilischen Begriffe für „Pfeffer“ und „Wasser“. Wieso sich gerade diese Form der Anglisierung und Schreibweise etabliert hat, ist unklar. Es existiert keine eindeutige Umschrift für die tamilische Sprache, insofern hätten auch andere Schreibweisen in Betracht kommen können. Der Autor und Koch Daniel Santiagoe wunderte sich darum schon im 19. Jahrhundert, wieso die Suppe nicht „Mollagoo Tanney“ geschrieben werde:

„Why always spell English people this word wrong? Everybody knows this – Mollagoo, pepper; tanney, water. In proper Tamil, the ‚mollagoo tanney‘ is pronounced ‚Mallagoo Neer‘ and ‚Mollagoo Tannir‘.“

Dieses Zitat belegt, dass die korrekte Aussprache schon damals nicht eindeutig und die Schreibweise zwar bereits auf „Mulligatawny“ festgelegt, aber umstritten war. Hinzu kommt, dass auch die Varietät des Englischen, die ein Sprecher spricht, bei der Aussprache relevant ist, vor allem für das Silbenpaar -tawny. Die Variante [ˌmʌlə.ɡəˈtɑː.ni] (Hörbeispiel 1 Anhörenⓘ) entspricht nicht nur Santiagoes favorisierter Variante, sondern kommt dem tamilischen Tannir am nächsten und hat sich vermutlich deswegen in ganz Indien als geläufige Aussprache verfestigt (Hörbeispiel 2 Anhörenⓘ; Hörbeispiel 3 Anhörenⓘ).
Die Variante [ˌmʌl.ɪ.ɡəˈtɔː.ni] (Hörbeispiel 4 Anhörenⓘ) hingegen, die im Cambridge Dictionary als „British-English-Variante“ für den Namen der Suppe ausgegeben wird, hat vom Lautbild her keine Ähnlichkeit mit dem tamilischen Tannir, sondern eher mit dem Vornamen „Tony“ und kann deswegen nicht als authentisch gelten. Das englische tawny (auf Deutsch: gelbbraun) beschreibt zwar die Farbe der heute üblichen Grundversion der Suppe, da es sich aber bei dem Begriff Mulligatawny ohnehin um einen Neologismus handelt, gibt es keinen Grund, die Aussprache dieses Adjektivs zu übernehmen, zumal die Farbe der ursprünglich klaren Brühe nicht mit der heutiger sämiger Suppen übereinstimmt.

## Rezeption
- Im Gedicht The Police-Wallah’s Little Dinner aus der Zeit des British Raj wird die Mulligatawny-Suppe gelobt.[1]
- Im traditionellen Silvester-Sketch Dinner for One des Norddeutschen Rundfunks ist Mulligatawny-Suppe der erste Gang, der vom Butler James serviert wird.
- In der Seinfeld-Episode Der Suppen-Nazi (Originaltitel: The Soup Nazi) ist Mulligatawny-Suppe eines der begehrten Rezepte.
- Mulligatawny ist der Titel eines Kurzfilms von Jonathan Entwistle über Rassismus in Ost-London aus dem Jahr 2010.[15]
- Mulligatawny. A Souperior Humorous Song. ist der Titel eines Wortspiel-Lieds von Victor Snowdon aus dem Jahr 1944, das zum Einsatz bei der Truppenbetreuung komponiert wurde.
- Mulligatawny Soup ist der Titel eines indischen Romans des Autors Mathai Manorama aus dem Jahr 1993 (ISBN 0-14-012622-8).
- In American Horror Story S03E11 wird bei einem Hexendinner Mulligatawny Soup gegessen und darüber gesprochen. Die Suppe wird von Delphine LaLaurie zubereitet und erntet großes Lob.